# مرقد قاسم
مرقد قاسم (بالفارسية: امامزاده قاسم) هو مرقد شيعي تاريخي يعود إلى الدولة القاجارية، ويقع في مقاطعة خليل أباد، أرغا.